# L'Orgue du diable
L'Orgue du diable est la septième histoire de la série Yoko Tsuno de Roger Leloup. Elle est publiée pour la première fois du no 1767 au no 1793 du journal Spirou, puis en album en 1973. Cette histoire est intégrée au deuxième album de la série.

## Résumé
En reportage sur le Rhin, aux environs du si romantique et légendaire Rocher de la Lorelei, Vic Vidéo, Pol Pitron et Yoko Tsuno sauvent de la noyade l'organiste Ingrid Hallberg, qui avait été droguée par un homme mystérieux. Ingrid leur explique que son père est mort récemment, apparemment par suicide en se jetant sous un train. Au cours de leur enquête, Yoko découvre que le père d'Ingrid s'est fait tirer dessus, tandis qu'un témoin leur affirme qu'il a été assassiné par le diable…
Au fil de leur enquête, le trio fera la connaissance d'Otto Meyer, propriétaire du château du Katz, et de son neveu Karl… Les jeunes gens découvriront aussi que le manoir contient, dans ses souterrains, un puissant orgue dont les sonorités sont susceptibles de rendre fou celui qui les entend, et même de le tuer… Yoko comprend alors que Karl fut responsable de la mort du père d'Ingrid et qu'il avait l'intention d'assassiner son oncle au moyen de l'orgue maudit. Ce dernier se voyant trahi, surprend Yoko au pied de l'orgue et admet le crime : au cours d'une dispute, il jette Hallberg au bord d'un précipice avant de l'achever à l'aide d'un fusil à lunette. Puis, il enferme Yoko dans une cage dans laquelle Ingrid est détenue prisonnière. Yoko et Ingrid finiront par déjouer ses plans en détruisant le tuyau central. L'eau d'un puits voisin déferle dans la crypte faisant effondrer l'édifice tandis que Yoko, Ingrid et Otto Meyer échappent de justesse au sinistre. Vaincu, Karl tente de fuir mais trouve finalement la mort, écrasé par un train.

## Personnages
| Trio                                  | Alliés                                         | Adversaires  |
| ------------------------------------- | ---------------------------------------------- | ------------ |
| - Yoko Tsuno - Vic Vidéo - Pol Pitron | - Ingrid Hallberg - Alberto Razzi - Otto Meyer | - Karl Meyer |

## Lieux
- Le Rocher de la Lorelei
- La ville de Sankt Goar

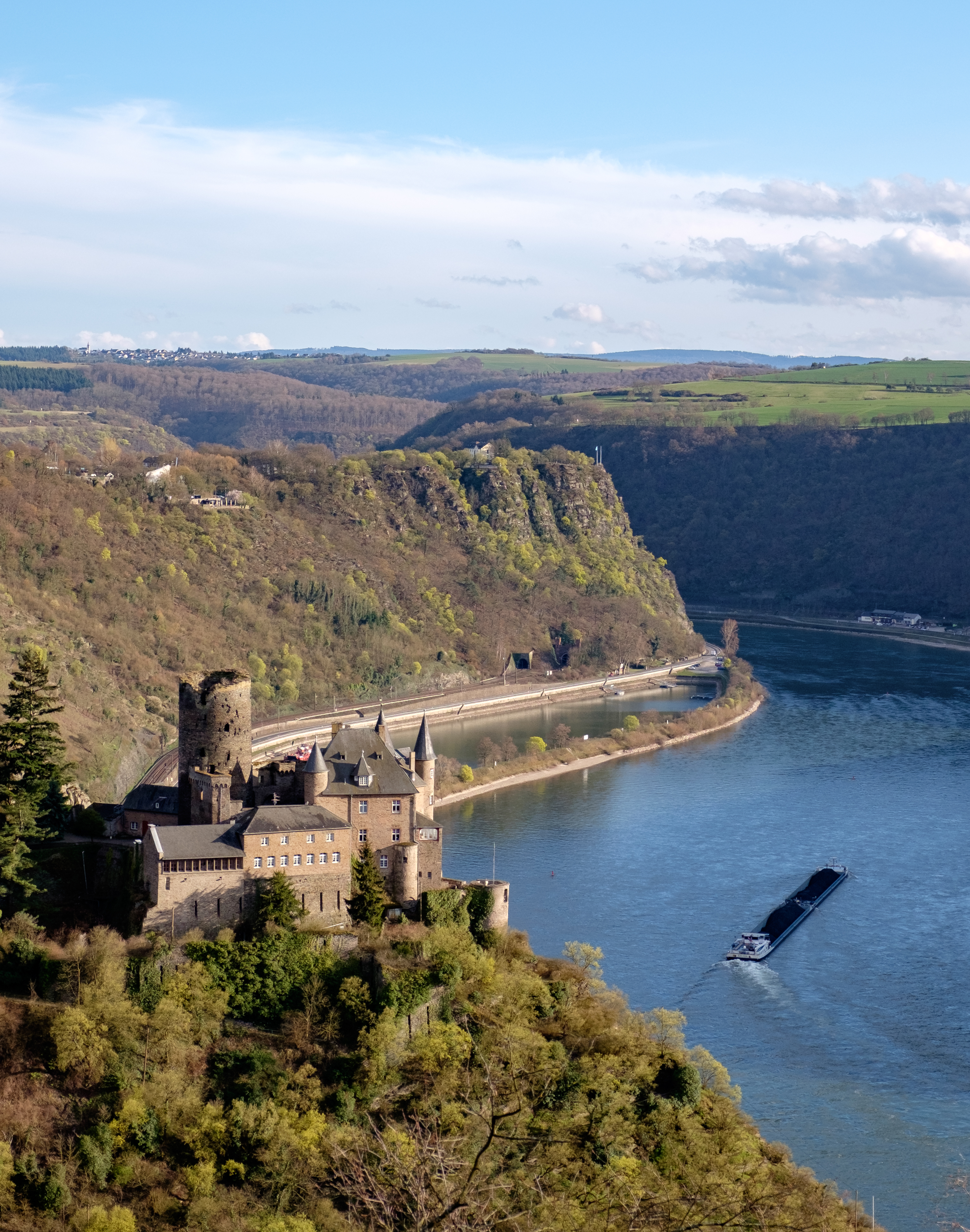
Le château du Katz et le rocher de la Lorelei.

- Le Château du Katz (et le village de Saint-Goarshausen)

Sont également cités et brièvement montrés la ville voisine de Kaub, le Pfalz et les ruines du château Gutenfels.

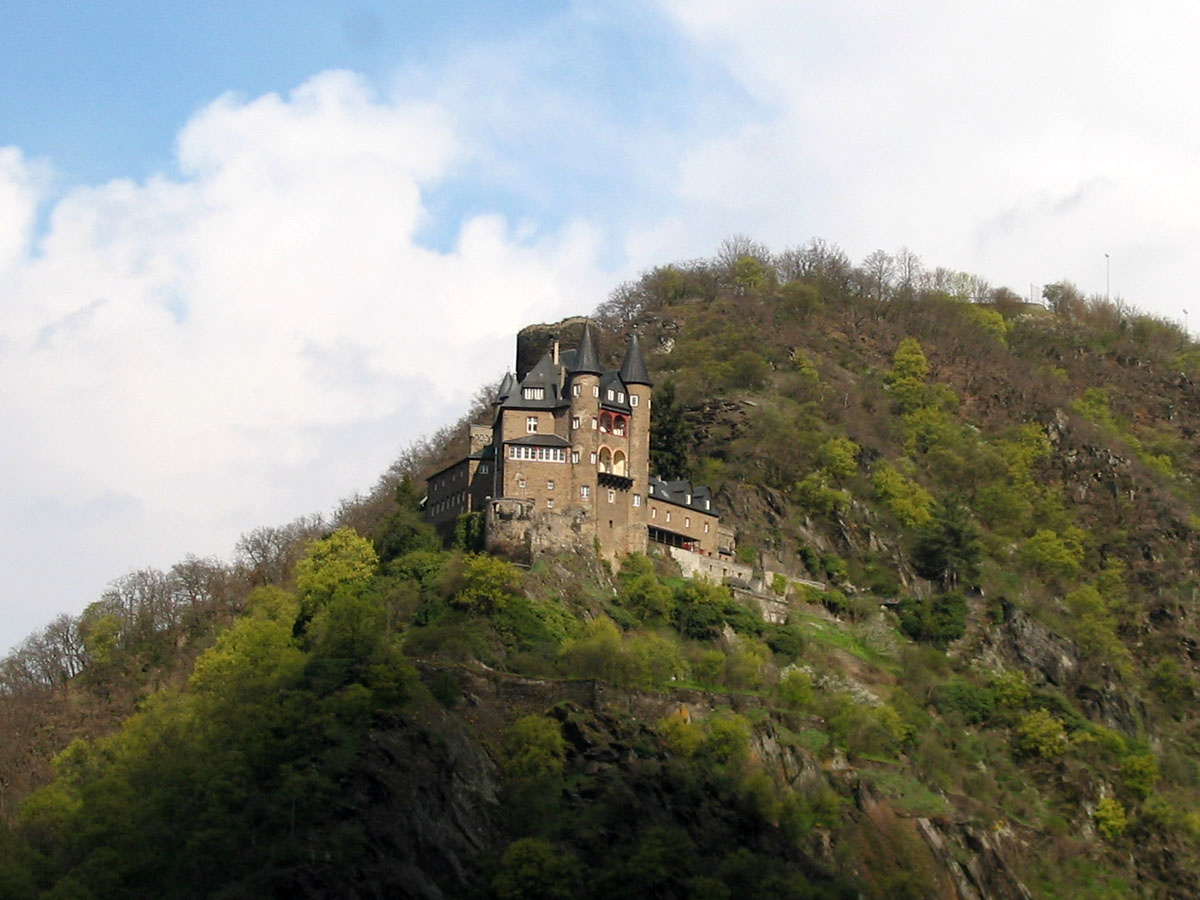
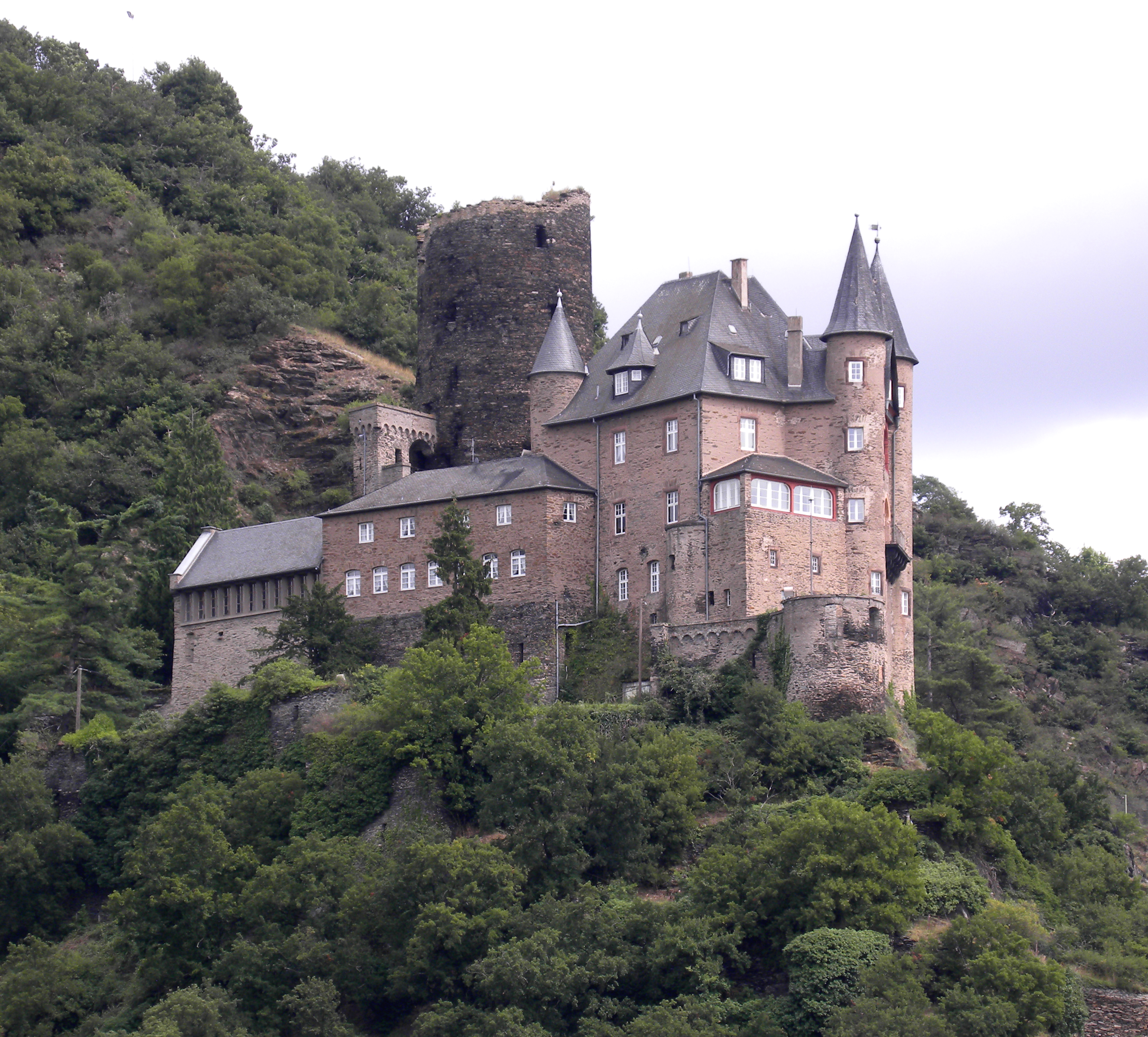
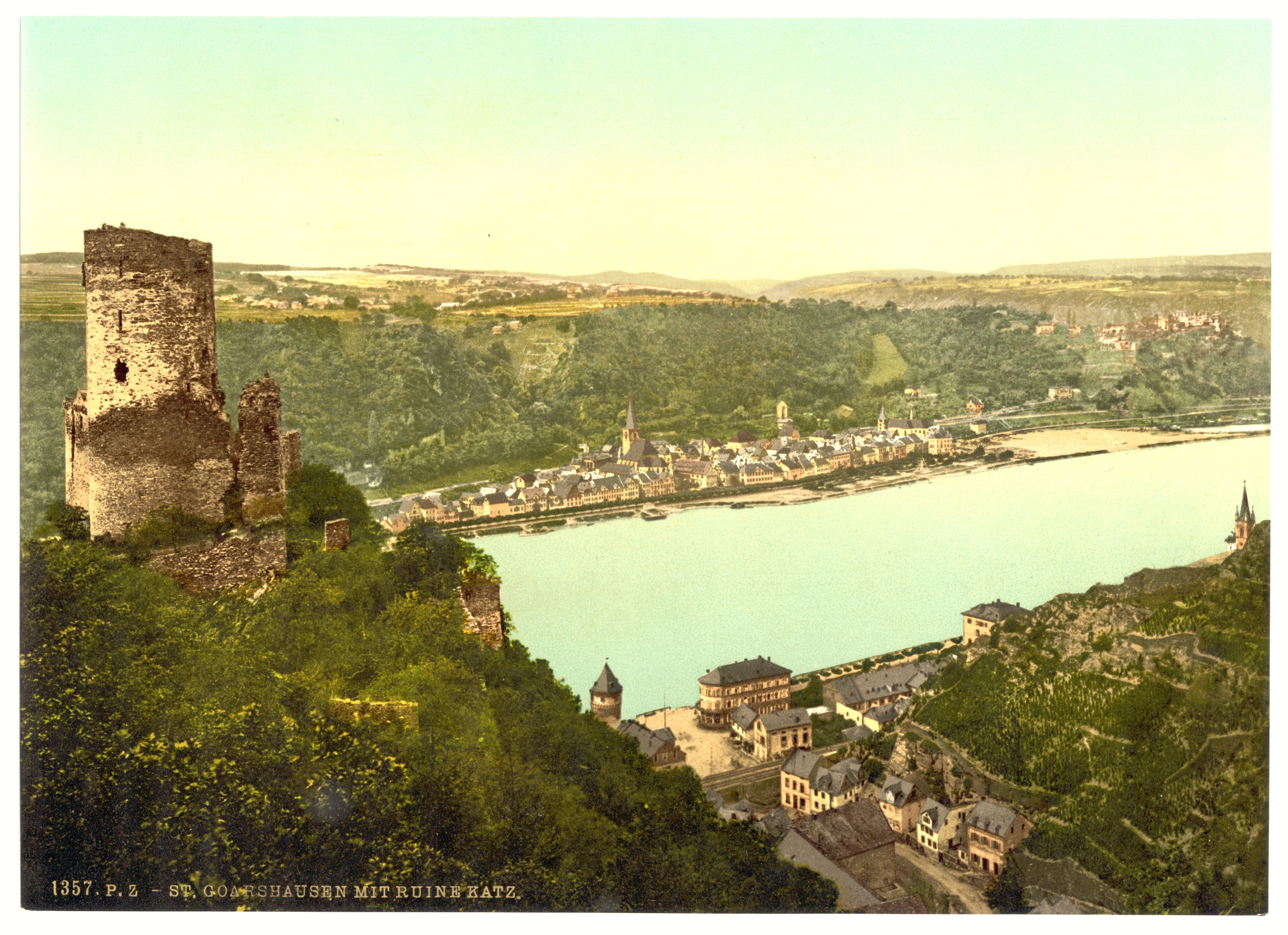

## Véhicules remarqués

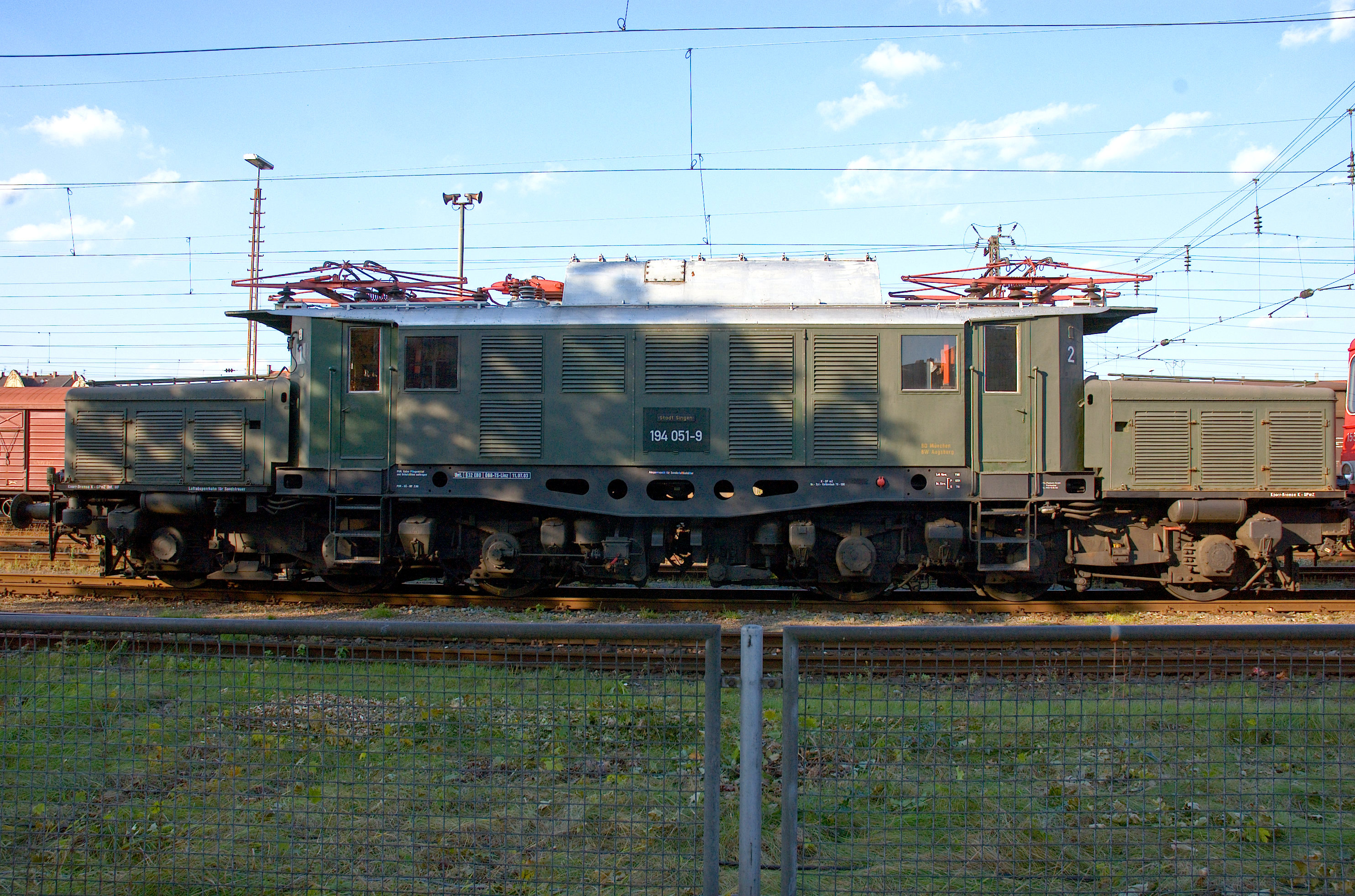
Une locomotive 194 de la Deutsche Bundesbahn.

- Bateau de croisière de la compagnie 'Köln-Düsseldorfer Deutsche Rheinschiffahrt (de)'
- Camion Mercedes-Benz LP/LPS
- Citroën ID break, voiture de la télévision, conduite par Vic
- Porsche 914/6, voiture de Karl Meyer
- Locomotive électrique DB 194

Le bédéiste explique à propos des bateaux de cette compagnie assurant depuis longtemps la navigation sur le Rhin, que leur coque plate les empêche de racler le fond du fleuve. L'ambiance à bord y est vraiment émouvante. Au moment de dépasser le Rocher de la Lorelei, est diffusé Die Lorelei, air composé en 1837 par Friedrich Silcher, d'après le poème écrit en 1824 par Heinrich Heine, Die Lore-Ley (de). Les passagers émus se mettent alors à le chanter et personne n'a envie de rire.

## Le Château du Katz
Pour les besoins de son intrigue, l'auteur avait besoin d'une crypte dans laquelle cacher le tuyau de l'orgue. Le Château du Katz lui paraissait être idéal, mais celui-ci était alors privé, servant de maison de repos pour professeurs retraités, une sorte de monastère fermé à la visite du public. Toutefois, il obtint une autorisation spéciale du Tourisme allemand, ce qui lui a permis de s'y promener et d'y prendre toutes sortes de photos nécessaires pour retranscrire fidèlement le lieu. Il a ainsi reproduit l'entrée du tunnel ferroviaire, les fauteuils du salon du château, le panorama... Ce qui ne l'a pas empêché de prendre des libertés, puisque ni la chambre de Pol et Vic dans les combles, ni le souterrain n'existent. En fait, le château a été reconstruit vers 1900, sans respecter totalement son emplacement d'origine et il devait y avoir au début des souterrains, qui n'y sont pas.
Lors de ses repérages photographiques, le bédéiste a également remarqué combien le panorama en hauteur dominant le château est fascinant. Il permet de voir le Rhin d'en haut, indispensable selon lui pour s'imprégner de ses mystères.

## Autres décors
L'atelier attenant à la maison d'Hallberg où Yoko manque de se faire étrangler par un serre-joint est basé... sur celui du beau-père de Leloup. Ce modeleur sur bois fabriquait des modèles qui devaient servir à couler des pièces pour des machines électriques, des pompes... Le bédéiste avait alors toute la documentation visuelle à portée de main.

## Facture d'orgue
Pour dessiner et comprendre le fonctionnement de son orgue qu'il voulait démesuré, Roger Leloup pris conseil auprès de Patrick Collon, facteur d'orgue Bruxellois de qualité ayant construit des instruments tant en Europe qu'au Japon. Ce dernier fut enthousiasmé par ce projet d'histoire et l'a fortement documenté. Il lui a notamment fourni le livre d'un spécialiste allemand réputé des orgues. Une fois l'album achevé, ce dernier s'est écrié à sa lecture : « Voilà la chose la plus positive que mon livre ait jamais suscitée ! ». D'autres spécialistes soulignèrent à Leloup que son orgue était tout à fait plausible. Il s'est tout de même permis d'exagérer un peu le diamètre des tuyaux afin d'accentuer l’impression d'énormité.
L'auteur apprit par la suite que l'Orgue du Diable a peut-être existé. En effet, des légendes circulent au sujet d'un orgue de Weingarten, ville allemande située au bord du Lac de Constance. L'une d'elles prétend que le facteur allemand du XVIIIe siècle, Joseph Gabler aurait voulu réaliser pour l'abbatiale cet orgue baroque reproduisant la voix humaine. Le diable l'aurait aidé à le concevoir, en échange de son âme.
Le tuyau central de l'orgue du diable semble rappeler directement l'orgue de l'abbaye de Steinfeld en Allemagne. Sur cet instrument, les tuyaux visibles sur la façade sont en effet peints, avec des effigies diaboliques.

## Détails techniques
Le casque de protection contre les ondes sonores que portent certains personnages a été inventé par Leloup. Afin de pouvoir résister aux ultrasons, il faudrait pouvoir les transformer, les déphaser. Un peu comme un disque microsillon 33 tours qu'on ferait tourner en 45 tours. La forme du casque a été dessinée de manière à donner un aspect fantastique à son porteur. C'est d'ailleurs à cause d'elle qu'Alberto Razzi prit Karl Meyer pour le Diable, lorsqu'il en fut coiffé la nuit du meurtre.

## Clins d'oeil
Lorsque Yoko teste pour la première fois l'orgue qui donne son nom à l'épisode, le bruit provoque l'effondrement d'un mur et Pol, l'ami de Yoko, s'exclame « C'est pas un orgue, c'est un gaffophone ! », en référence à la fameuse invention de Gaston Lagaffe, le héros créé par Franquin.
Le véhicule professionnel de l'équipe de télévision que constituent Yoko et ses amis Pol et Vic, est orné d'un Flagada, l'oiseau imaginaire créé par Charles Degotte.

## Historique

### Une fascination pour l'Allemagne
Depuis très jeune, Roger Leloup éprouve un attrait pour l'Allemagne, en particulier nourri par un livre lu durant son enfance, Les Légendes du Rhin. Par la suite, il visita ce pays à différentes reprises, en particulier les bords de ce fleuve mythique. Ainsi, il transmit sa passion quand, pendant son service militaire, il organisait des voyages pour les autres soldats. À force de connaître ce pays, devenu bédéiste, il finit naturellement par avoir envie d'imaginer une histoire s'y déroulant. Les rives du Rhin offrent pour lui un cadre idéal pour un récit fantastique, dont chaque courbe dévoile un morceau de l'histoire allemande. Il fut également inspiré par la ville de Rothenburg, qu'il ne connaissait que par ses lectures et qui servira de décor pour une autre de ses histoires, La Frontière de la vie. Quand il travaillait pour les Studios Hergé en tant qu'assistant pour les décors des albums de Jacques Martin, il dessina une ébauche de la première case de sa future historie, L'Orgue du diable. Cette case était dessinée dans un style réaliste, représentant alors un château créé de toutes pièces.

### Deux scénarios en un
Dans la première version de son histoire se déroulant en Allemagne, l'auteur envisageait la centrer sur le personnage d'un alchimiste. Puis, il fut intrigué par un article à propos des infrasons, uniquement perçus par certains animaux mais pouvant perturber le cerveau humain. Il décida ainsi d'imaginer une autre histoire avec des antagonistes qui emploieraient des sifflets à infrasons afin de rendre fous les chercheurs d'un laboratoire concurrent, afin de leur nuire. En voulant contrecarrer ce plan, Yoko se retrouverait prise dans un piège sonore. Mais quand Leloup visita la ville de Sankt Goar afin de se documenter pour son histoire allemande, il découvrit par hasard dans une petite église (peut-être la Stiftskirche St. Goar (de)) un orgue dont la taille semblait démesurée par rapport aux dimensions de l'édifice. Il décida alors de combiner à son histoire celle des infrasons, en inventant un orgue fantastique produisant des sons dangereux pour le cerveau, au point de pouvoir tuer un être humain. Transformant son projet initial, il mit de côté le thème de l'alchimiste pour un futur récit.

### Succès de l'histoire
Après la parution de cette histoire, Roger Leloup reçut plusieurs témoignages de sa popularité. Quand il rencontra le maire de Saint-Goarshausen, ce dernier lui raconta que quantité de touristes viennent désormais dans son village, l'album de l'épisode à la main et s'adressant à l'Office de Tourisme pour se faire indiquer où se trouve l'Orgue du Diable.
Aussi, plusieurs spécialistes l'ont contacté à l'occasion de conférences ou de livres. L'un d'eux lui a même demandé de préfacer le sien, ce qu'il fit avec ces mots : « Quand, dans une église, les fidèles chantent, ils s'adressent à Dieu. Et quand l'orgue joue, c'est Dieu qui répond ».

## Publication

### Revues
Elle a été prépubliée dans le journal Spirou numéros 1767 à 1793 du 24 février au 24 août 1972.

### Album
Cette histoire est publiée en album pour la première fois en 1973 chez Dupuis et connaitra diverses rééditions par la suite. En 2006, elle est intégrée au deuxième volume de l'Intégrale Yoko Tsuno, Aventures allemandes,.